# Sultanes de Monterrey (sóftbol)
Sultanes de Monterrey (sóftbol) es un equipo femenino de la Liga Mexicana de Softbol con sede en Monterrey, Nuevo León.

## Historia
El equipo regiomontano debutó el 25 de enero de 2024 en la primera temporada de la Liga Mexicana de Sóftbol en donde se enfrentó a El Águila de Veracruz y marcó un récord mundial de asistencia durante todo el torneo.
En 2024 fueron dirigidas por Nancy Prieto y en 2025 Julio César Guerrero se asumió como mánager del equipo.
Durante la primera temporada de la LMS, que concluyó en marzo de 2024, la escuadra regiomontana quedó en segundo lugar siendo Los Charros de Jalisco (sóftbol) quienes se coronaron como campeonas de la Serie de La Reina.
En 2025, durante el primer juego de la temporada en donde se enfrentó a las Algodoneras de Unión Laguna Sóftbol las regiomontanas consiguieron las siguientes marcas:
- Más carreras anotadas en un juego de la LMS con un marcador de 40.
- Más carreras anotadas en una entrada, con un marcador de 11, superando la marca de Diablos del México vs. Bravas de Léon y viceversa, en 2024.
- El récord de más hits conectados por un equipo en un juego de la LMS, siendo 22, que superó la marca de Las Escarlatas que era de 21, también en 2024.

## Estadio
La casa del equipo femenino es el Estadio Mobil Super.

## Jugadoras

### Roster actual
Actualizado al 30 de enero de 2025.
| Sultanes de Monterrey (sóftbol) Roster 2025 |    |                           |                      |
| C U E R P O T É C N I C O                   |    |                           |                      |
| Mánager                                     |    | Bandera de México         | Julio César Guerrero |
| J U G A D O R A S                           |    |                           |                      |
| L A N Z A D O R A S                         |    |                           |                      |
| Batea: D / Tira: D                          | 29 | Bandera de México         | Yanina Treviño       |
| Batea: D / Tira: D                          | 33 | Bandera de México         | Payton Gottshall     |
| Batea: Z / Tira: Z                          | 18 | Bandera de México         | Lyndsay López        |
| Batea: D / Tira: D                          | 57 | Bandera de México         | Ariadna Montiel      |
| R E C E P T O R A S                         |    |                           |                      |
| Batea: D / Tira: D                          | 7  | Bandera de Estados Unidos | Dafne Bravo          |
| Batea: D / Tira: D                          | 47 | Bandera de México         | Laura Wissink        |
| Batea: D / Tira: D                          | 77 | Bandera de México         | Tahily Medina        |
| J U G A D O R A S D E C U A D R O           |    |                           |                      |
| Batea: D / Tira: D                          | 25 | Bandera de México         | Marcia Merino        |
| Batea: D / Tira: D                          | 12 | Bandera de México         | Erika García         |
| Batea: D / Tira: D                          | 10 | Bandera de México         | María Gandarilla     |
| Batea: D / Tira: D                          | 23 | Bandera de México         | Alexa Toscana        |
| Batea: D / Tira: D                          | 55 | Bandera de México         | Pamela Rosas         |
| Batea: Z / Tira: D                          | 27 | Bandera de México         | Alexandra Piña       |
| Batea: D / Tira: D                          | 11 | Bandera de México         | Soclaina Vangurp     |
| Batea: D / Tira: D                          | 3  | Bandera de México         | Baylee Klingler      |
| J A R D I N E R A S                         |    |                           |                      |
| Batea: D / Tira: D                          | 8  | Bandera de México         | Karina Pérez         |
| Batea: D / Tira: D                          | 24 | Bandera de México         | Yashly Valdez        |
| Batea: Z / Tira: D                          | 28 | Bandera de México         | Karla Seidler        |
| Batea: D / Tira: D                          | 90 | Bandera de México         | Madison Huskey       |
| Batea: D / Tira: D                          | 99 | Bandera de México         | McKenzie Clark       |